# Kantsmörblomma
Kantsmörblomma (Ranunculus marginatus) är en ranunkelväxtart som beskrevs av Dum.-urville. Kantsmörblomma ingår i släktet ranunkler, och familjen ranunkelväxter. Utöver nominatformen finns också underarten R. m. trachycarpus.

## Bildgalleri

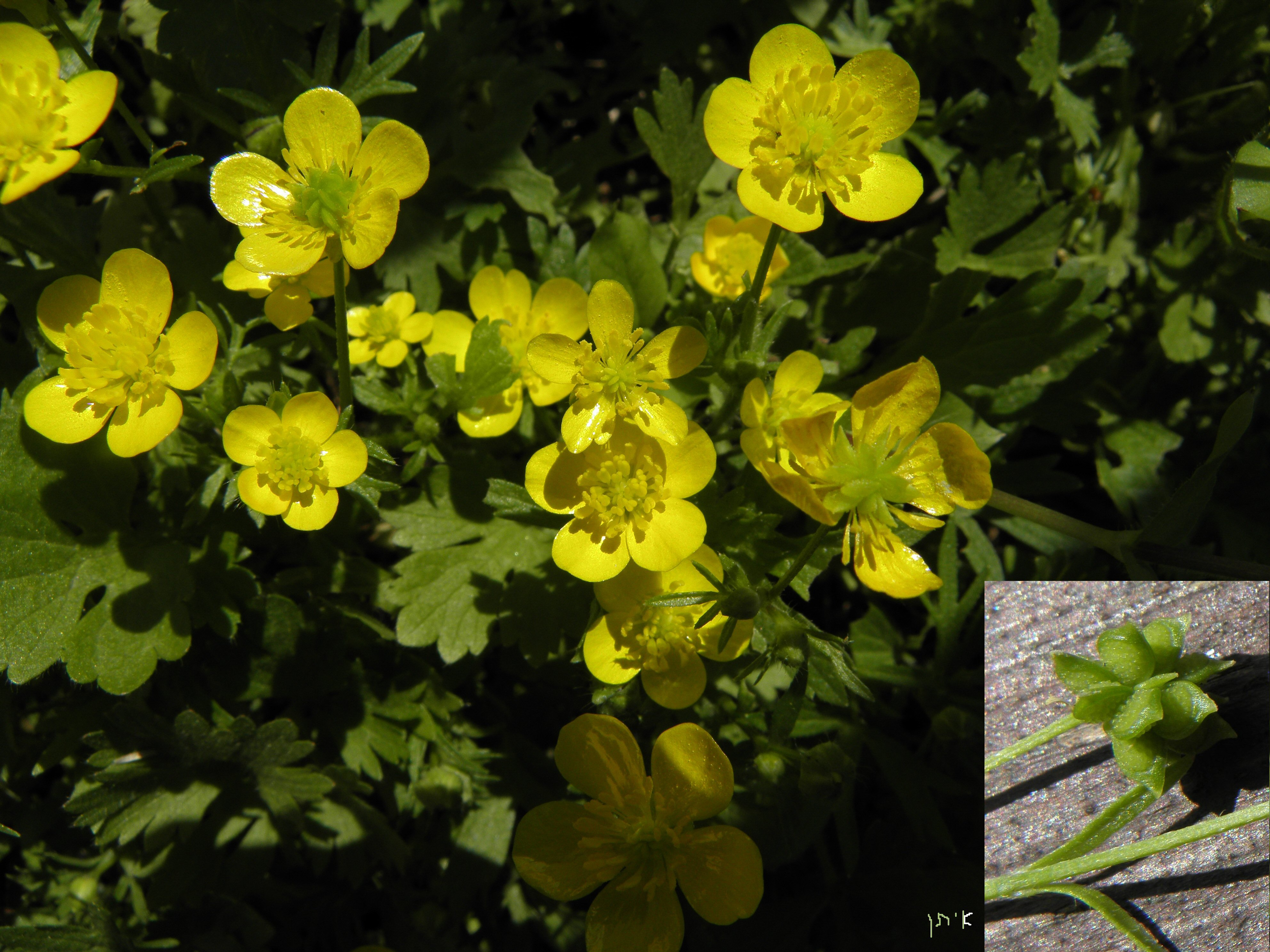